# Süvete
Süvete (szlovákul: Šivetice) község Szlovákiában, a Besztercebányai kerületben, a Nagyrőcei járásban.

## Fekvése
Nagyrőcétől közúton 18 km-re délkeletre, a Murány-patak jobb partján fekszik.

## Története
A település a 12. században egy korábbi falu helyén keletkezett, 1262-ben "Sueta" alakban említik először. 1435-ben "Swethe", 1453-ban "Zwyhete", 1455-ben "Sywethe", 1590-ben "Seuitiche" alakban említik a korabeli források. A jolsvai uradalomhoz tartozott, majd a 15. századtól a murányi uradalom része volt. A felette magasodó Murik-hegyen egykor őrtorony állt. 1427-ben 31 portája adózott. A települést a 17. században elpusztította a török és újra kellett telepíteni. 1710-ben a pestisjárvány 320 áldozatot követelt a községben.
A 18. század végén Vályi András így ír róla: „SÜVETE. Tót falu Gömör Várm. földes Ura Gr. Koháry Uraság, határja középszerű, legelője, fája elég van, malma, piatza közel; tserép edénnyel is kereskednek lakosai."
A 19. század közepén Fényes Elek eképpen írja le: „Sivette, tót falu, Gömör és Kis-Honth egyesült vgyékben, Jolsvához délre 1 1/2 , 51 kath., 537 evang. lak., kik földmivelésből és cserépedény csinálásból élősködnek. F. u. h. Coburg. Ut. p. Rosnyó."
1828-ban 77 házában 588 lakos élt. Lakói mezőgazdasággal, fazekassággal foglalkoztak. Süvete a Murány folyó völgyének legismertebb edénykészítő faluja volt. A 19. és a 20. században fazekas céh működött a községben. A Süvétei kerámia ismert volt az egész Osztrák–Magyar Monarchiában. Ma ezt a hagyományt már csak egy fazekasmester ápolja.
Gömör-Kishont vármegye monográfiája szerint: "Süvete, murányvölgyi tót kisközség, körjegyzőségi székhely, 71 házzal és 431 róm. kath. és ág. ev. h. vallású lakossal. E község 1435-ben Swethe és Zwyhete néven, a jolsvai uradalom egyik birtoka és a murányi várhoz tartozik. Később e vár több birtokaival együtt a Koháryak, majd a Coburg herczegi család tulajdonába kerül, mely itt ma is birtokos. Nevét az idők folyamán különféle változatokban találjuk feljegyezve, így a XVII. században az egészen magyaros Süvöte alakban, 1786-ban, Korabinszky Süvéthe és Süweticze néven említi, Fényes Elek pedig a mult század közepén Sivette néven. A község határában levő Musik nevű hegyen őrtoronynak a rommaradványa látszik, mely állítólag a csehek idejéből való. A község 1860-ban teljesen leégett. A róm. kath. templom Árpád-kori építmény, az ág. h. ev. templom pedig 1785-ben épült. A község postája és távírója Jolsva, vasúti megállóhelye Jolsvataplócza."
A trianoni diktátumig Gömör-Kishont vármegye Nagyrőcei járásához tartozott. 1938 és 1945 között újra Magyarország része volt.

## Népessége
| Év:            | 1994. | 2004.    | 2014.   | 2024.   |
| -------------- | ----- | -------- | ------- | ------- |
| Emberek száma: | 319   | 388      | 374     | 348     |
| Eltérés:       |       | +21,63 % | -3,60 % | -6,95 % |

| Év:            | 2023. | 2024.   |
| -------------- | ----- | ------- |
| Emberek száma: | 351   | 348     |
| Eltérés:       |       | -0,85 % |

1910-ben 375, túlnyomórészt szlovák anyanyelvű lakosa volt.
2001-ben 398 lakosából 353 szlovák volt.
2011-ben 402 lakosából 338 szlovák volt.

## Neves személyek
- Itt született 1706-ban Bahil Mátyás szlovák evangélikus lelkész.

## Nevezetességei
- Süvéte Szent Margit tiszteletére szentelt körtemploma az egyik legszebb a Gömör vármegyei tájakon. (Közeli szomszédján, Kisperlászon valamint a – Ózdtól nyugatra fekvő – Kissikátoron is található egy-egy rotunda.) A 13. századi rotunda alakú templomot 1750 körül bővítették. Pompás falfestmények láthatók a rotunda belsejében.
- Evangélikus temploma 1785-ben épült, tornya 1831-ben épült hozzá.
- A falu barokk haranglába 1750 körül készült.

## Lásd még
- Körtemplom
- Kallósd
- Karcsa
- Nagytótlak
- Kissikátor
- Kisperlász
- Ipolykiskeszi
- Bény
- Gerény
- Ják
- Kézdiszentlélek
- Székelyudvarhely
- Szalonna

## Külső hivatkozások
- Süvete a régió honlapján
- E-obce.sk Archiválva 2010. június 8-i dátummal a Wayback Machine-ben
- Képek a süvétei rotundáról.
- Ludwig Emil írása a rotundáról.